# 道の日
道の日（みちのひ）は、道路の意義・重要性に対する国民の関心を高めるため、1986年（昭和61年）に建設省（現在の国土交通省）によって8月10日と制定された。
8月10日と決められた由来は、1920年（大正9年）8月10日に日本で最初の近代的道路整備計画となる「第一次道路改良計画」がスタートした日であり、また8月は「道路ふれあい月間」（制定時は「道路をまもる月間」）として、各地で道路に関するPR活動が行われていたことからこの日となった。
道について理解と関心を持ってもらうために、毎年8月10日の「道の日」には、全国各地でマラソンやウォークラリーなど、様々なイベントも企画され、恒例行事としての運動も展開されている。
制定された1986年と翌1987年（昭和62年）には、道の日の制定を記念して「日本の道100選」が選定された。また、「道の日」実行委員会が主催する「道の日」中央行事が毎年東京都内で開催されている。